# Барановский бор
Барановский бор — ландшафтный памятник природы регионального значения, расположенный вдоль левого берега реки Юг на территории Великоустюгского района Вологодской области. Природная ценность памятника заключается в сосновом бору, живописности пейзажей и возможности регламентированной рекреационной нагрузки. На его территории насчитывается 63 вида различных растений, в том числе редких.

## История создания
Памятник природы Урочище «Барановский бор» общей площадью 180 га был выделен в соответствии с Решением Вологодского областного совета народных депутатов от 16.08.1978 № 498 «О мерах по усилению охраны ценных природных объектов».
На основании Постановления правительства Вологодской области от 18.09.2007 № 1260 было утверждено положение о памятнике природы «Барановский бор — урочище».

## Расположение и геология
Памятник природы находится на террасах на левом берегу реки Юг в границах квартала 6 Усть-Алексеевского участкового сельского лесничества Великоустюгского лесничества.
Грунтовая дорога к деревне Бараново пересекает с запада на восток территорию памятника. Расстояние до Великого Устюга составляет 65 км, до ближайшего населенного пункта деревни Бараново — 0,1 км. С севера граница памятника расположена по руслу реки Юг, с востока — по опушке бора, с юга — по просеке между 6, 7 и 8 кварталами Усть-Алексеевского лесничества.

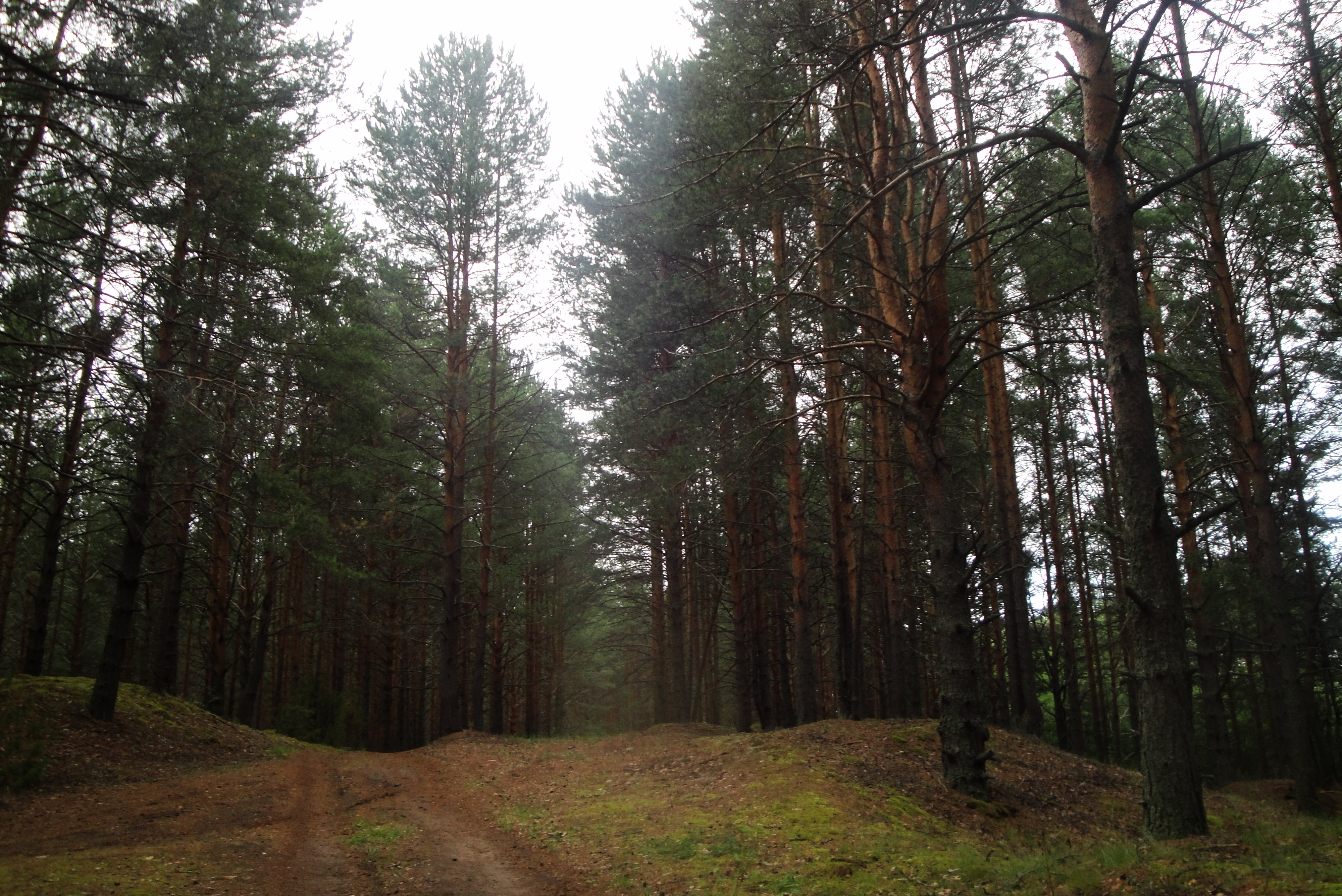
Сосняки

## Флора
На всей территории памятника природы разместился сосновый лес, возраст которого достигает 140 лет. Основная группа сосняков составляют «зеленомошники кисличные», в меньшей степени здесь представлены сосняки черничной и брусничной групп.
На территории памятника зарегистрировано 63 вида растений, в том числе здесь можно встретить редчайшие для области виды: плаун булавовидный, гудайера ползучая, воронец красноплодный.
Барановский бор наполнен непередаваемой атмосферой нетронутого леса с чистым целебным воздухом. Посетители памятника используют его территорию для сбора грибов и ягод.

## Охрана
Задачей выделения памятника природы является сохранение биологических сообществ местных сосняков, охрана растений, занесённых к Красные книги России и Вологодской области, а также создание условий для организованного туризма и рекреации.
Охрану памятника осуществляет департамент природных ресурсов и охраны окружающей среды Вологодской области.

## Документы
Ростановление Правительства Вологодской области от 18.09.2007 г. № 1260 г. Вологда. «ОБ УТВЕРЖДЕНИИ ПОЛОЖЕНИЙ О ПАМЯТНИКАХ ПРИРОДЫ "БАРАНОВСКИЙ БОР - УРОЧИЩЕ", "ВИКТОРОВСКИЙ БОР - УРОЧИЩЕ", "ОДОМЧЕНСКИЙ БОР - УРОЧИЩЕ" ВЕЛИКОУСТЮГСКОГО МУНИЦИПАЛЬНОГО РАЙОНА ВОЛОГОДСКОЙ ОБЛАСТИ".